# Наводнения в Европе (2016)
Наводнения в Европе 2016 года — поднятие уровня воды в конце мая и начале июня 2016 года в результате продолжительных сильных дождей в Европе, главным образом Германии и Франции, но также в Австрии, Бельгии, Румынии, Молдове, Нидерландах и Соединённом Королевстве. Среди прочего, были затронуты немецкие земли Бавария, Гессен, Рейнланд-Пфальц, Баден-Вюртемберг и Северный Рейн-Вестфалия. В реках Неккар, Дунай, Рейн, Сена и их притоках резко повысился уровень, вызвав наводнения вдоль берегов. Погибли по меньшей мере 20 человек.

## Наводнения

### Франция
2 июня в Париже и соседних с ним департаментах столичного региона Иль-де-Франс был объявлен предпоследний — «оранжевый» — уровень метеотревоги.
В северных районах Франции эвакуированы более пяти тысяч человек. Десятки населенных пунктов буквально ушли под воду, эвакуировано 5,5 тысяч человек. Более 20 тысяч домов по всей стране остались без электричества. Прервано движение поездов между Парижем, Версалем, Медоне и Люксембургом, закрыто метро Парижа. Экспонаты Лувра, размещённые на нижних этажах музея, были перенесены на верхние этажи, а сам музей на некоторое время закрыт.

## Ущерб
Совокупный ущерб, по оценкам страховщиков, превысил полтора миллиарда евро. В частности, ущерб, нанесённый Франции, оценён в сумму свыше миллиарда евро, «Всеобщий союз германских страхователей» оценил ущерб на юго-западе ФРГ примерно в 450 млн евро.

## Возможная причина
Метеоролог Найджел Арнелл (англ. Nigel Arnell) из Университета Рединга (Великобритания) высказал гипотезу о причине наводнения: это природное явление, известное в метеорологии как омега-блок: образование в атмосфере воздушных потоков, движение которых происходит по траектории, напоминающей греческую букву омега. Это явление способствует возникновению области низкого давления над регионами, где впоследствии резко повышается уровень осадков.